# Sovicille

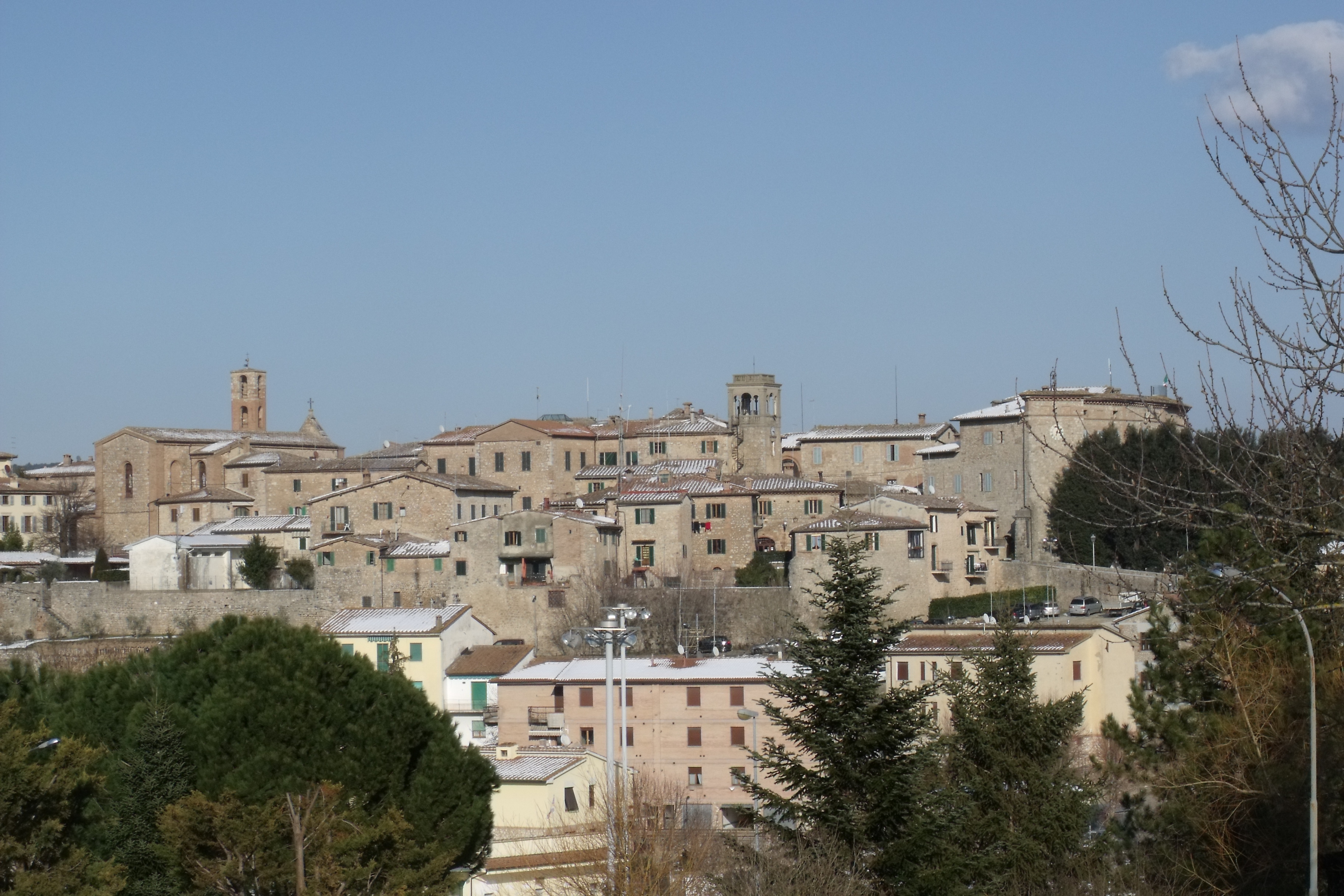
Toàn cảnh đô thị Sovicille, Tỉnh Siena, Tuscany, Ý

Sovicille là một đô thị ở tỉnh Siena trong vùng Toscana, có cự ly khoảng 60 km về phía nam của Florence và khoảng 10 km về phía tây nam của Siena. Tại thời điểm ngày 31 tháng 12 năm 2004, đô thị này có dân số 8.800 người và diện tích là 143,7 km².
Đô thị Sovicille có các frazioni (các đơn vị trực thuộc, chủ yếu là các làng) Rosia, San Rocco a Pilli, và Volte Basse.
Sovicille giáp các đô thị: Casole d'Elsa, Chiusdino, Monteriggioni, Monteroni d'Arbia, Monticiano, Murlo, Siena.